# Aleksandar Glintić
Aleksandar Glintić (in serbo Александар Глинтић?; Travnik, 19 aprile 1976) è un ex cestista serbo.

## Carriera
Con la Jugoslavia ha disputato i Giochi del Mediterraneo di Bari 1997.

## Palmarès
- YUBA liga: 1

Partizan Belgrado: 2001-02
- Coppa di Jugoslavia: 2

Partizan Belgrado: 1994, 2002